# Montcada i Reixac
Montcada i Reixac és una vila i municipi de Catalunya situat a la comarca del Vallès Occidental, el cap del municipi és a Montcada Centre. Forma part de l'àrea metropolitana de Barcelona. Limita amb els municipis de Barcelona, Cerdanyola del Vallès, Santa Coloma de Gramenet, Badalona, Ripollet, Santa Perpètua de Mogoda, Sant Fost de Campsentelles, Palau-solità i Plegamans, Mollet del Vallès, la Llagosta i Barberà del Vallès.

## Toponímia
Montcada, en la documentació antiga Mons catanus (segle x), significava probablement muntanya de càdecs mentre que Reixac, en la documentació antiga (vila) Rexago (segle X) és d'origen incert. En diversos documents i enciclopèdies de 1830 i 1832 Hi ha molta documentació referent al topònim Montcada: Monte Catano, Montem Chatanello, Monte Catanello, Monte Catanum, Montem Cathanum, Montem Scattani, Montis Scathno.

## Geografia
- Llista de topònims de Montcada i Reixac (Orografia: muntanyes, serres, collades, indrets..; hidrografia: rius, fonts...; edificis: cases, masies, esglésies, etc).

### Situació
Es troba al límit amb el Vallès Oriental i amb el Barcelonès, al nord del pas de Finestrelles, per on el Besòs s'obre pas a través de la Serralada Litoral vers el pla de Barcelona.
Drenen el terme, a més, el riu Ripoll i el seu afluent la riera de Sant Cugat. La part meridional del municipi és accidentada per la Serralada Litoral. El sector més pla s'estén principalment al nord, en plena depressió del Vallès.
Tanmateix, el que ha condicionat l'evolució del municipi és el corredor natural obert pel riu, que comunica el Vallès i una bona part de la Catalunya interior amb Barcelona. Això fan que per aquest corredor passin tres línies de ferrocarril (a Portbou, a Puigcerdà i a Lleida), tres autopistes (a la Jonquera, a Terrassa i a Vic), tres carreteres importants (a Terrassa, a Puigcerdà i a la Roca del Vallès) aprofiten aquest pas i han dividit el creixement urbà en nuclis mal comunicats entre ells.

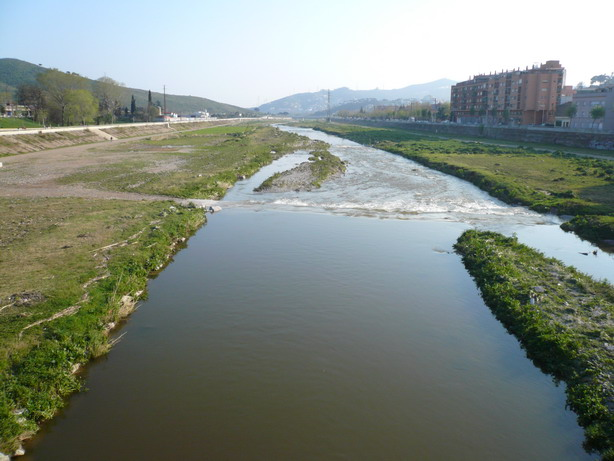
El riu Besòs a Montcada i Reixac

Està format pels següents barris: Can Cuyàs, Can Pomada, Can Sant Joan (Bifurcació), Carrerada (Montcada Nova), Font Pudenta, La Ribera (Valentine), Mas Duran, Mas Rampinyo, Montcada Centre, Pla d'en Coll, Terra Nostra (Santa María de Montcada) i Vallençana-Reixac.
| Entitat de població | Habitants (2024) |
| Montcada            | 13.139           |
| Mas Rampinyo        | 12.131           |
| Can Sant Joan       | 5.344            |
| Terra Nostra        | 3.418            |
| Can Cuiàs           | 3.064            |
| Font: Idescat       |                  |

### Fauna vertebrada del Besòs a Montcada i Reixac
Un poble Montcada i Reixac, característic pel seu riu Besòs contaminat els darrers 50 anys. Ajuntament, institucions de govern, organitzacions i associacions no governamentals i els ciutadans, han aconseguit restablir la forma, la fauna, i la flora, a més de sanejar les aigües residuals i el riu Besòs torna a ocupar la zona a l'època adequada, en aquest poble, considerant la protecció i el respecte de la natura una millora ambiental i paisatgística tornen a ocupar el seu espai. Aquest riu de murs de contenció i amb una nombrosa població humana als voltants i de caràcter mediterrani és característic per les seves riuades que són un procés necessari per poder viure-hi i reproduir-s'hi.
En aquests moments tenim una fauna vertebrada de nombroses aus terrestres i aquàtiques, mamífers, rèptils, amfibis, peixos.
Les diferents espècies d'aus observades al riu Besòs al seu pas per Montcada i Reixac més característiques són: esplugabous, martinet blanc, bernat pescaire, cigonya blanca, ànec collverd, esparver vulgar, xoriguer comú, falcó pelegrí, rascló, polla d'aigua, cames llargues, corriol petit, fredeluga, becadell comú, xivita, xivitona vulgar, gavina vulgar, colom roquer, cotorreta de pit gris, colltort, cogulla vulgar, oreneta de ribera, falciot negre, blauet, oroneta vulgar, oroneta cuablanca, titella, grasset de muntanya, cuereta de moltes espècies groga, torrentera, blanca, pit_roig, cotxa blava, cotxa fumada, bitxac rogenca, tord comú, rossinyol bord, trist, boscarla de canyar, balquer, mosquiter comú, mosquiter de passa, mallerenga blanca i carbonera, oriol, teixidor, garsa, estornell vulgar, pardal comú i xarrec, pinsà comú, gafarró, verdum, cadernera, passerell comú, repicatalons.
Mamífers: rata comuna, ratolí moresc, musaranya comuna, porc senglar, conill de bosc, visó americà.
Rèptils: no són gaire nombrosos, però podem destacar la tortuga de rieral, tortuga d'aigua escrita, serp verda, sargantana ibèrica, dragó comú.
Amfibis: animals escassos al riu com, granotes reineta meridional, granota verda ibèrica, gripau corredor.
Peixos: poc nombrosa i poc variada, carpí daurant, l'anguila, exemplars petits de carpa.

## Història
A finals del segle ix i l'inici del X, comença el repoblament de les terres de Reixac, al voltant de Sant Pere. Petites cases amb un hortet, una cort i camps de dedicats al conreu de llegums, arbres fruiters, cereals i vinyes, per consum propi.
Les cases eren de pedra seca, poc treballada. On l'orografia del terreny ho permetia, la casa aprofitava els relleus naturals del terreny per tal d'arrecerar-se del vent i del fred. El sostre de les cases era format per bigues de fusta que sostenien un cobert fet amb branques, lloses planes o argila. Solia ser d'un sol vessant. La casa es dividia en dues parts sense comunicació. Una era destinada al bestiar: porcs, vaques i bous. L'altra meitat a l'habitatge. Les cabres i ovelles ocupaven la cort. Davant la casa hi havia un pati tancat dedicat a l'aviram.
Al principi del segle X (any 924) el nombre de cases al voltant de la muntanya creix d'una manera espectacular. A partir d'aquest moment, comença a formar-se un petit nucli de cases anomenades "viles" creant el que a partir d'aquell moment seria el poblet de Reixac (Pasturans) que es va anar engrandint durant els segles x i xi. Les viles més importants eren les de Reixac i Ventenac, ambdues situades a la banda més alta de la muntanya, molt a prop de l'església de Sant Pere (romànica). La de Reixac és documentada de l'any 924-970, i la de Ventenac del 931-997. Al segle xi hi havia la Vila Rara o Pedrenes del 1005. La Iudiga anomenada Tresculs del 1014 i la Vila Timinum del 1007.
Aprofitant la força del corrent dels rius, del Ripoll principalment, es van construir molins fariners i fargues. L'aigua entrava per uns canals anomenats regos (recs) per mitjà d'una reclosa i era conduïda fins al molí. N'hi van haver 12, el més antic documentat l'any 982.
El topònim Montcada fa referència exclusiva a la muntanya o turó, i al castell o castrum. Apareix documentat per primera vegada l'any 986 i fins al 1020, serveix únicament per limitar els camps de conreu del seu entorn. El castell de Montcada, fortalesa situada a dalt del turó apareix documentada l'11 d'octubre del 1023, con castrum de Montekandano. Sembla probable que el castell fos bastit al llarg de la primera meitat del segler X.
L'assentament conegut com a Porcià o *Porçà (dins el terme actual de Montcada i Reixac) era de terme molt extens, incloïa dins dels seus límits; les terres de la riera del riu Ripoll i la part baixa del Besòs, el turó de Montcada i les actuals Terranostra, la Font Pudenta, la Carrerada, el centre urbà i Can Sant Joan. Era un territori bàsicament agrícola. El poblament era escàs, ja que era una zona de conreu dels pobladors de la muntanya. Hi havia camps de cereals que resseguien el camí empedrat (l'Strata Francesca) que baixava a Barcelona. Porcià o *Porçà era el terme més extens de la parròquia.
Monedes d'ús quotidià a la parròquia de Sant Pere de Reixac als segles x i xi:
Any 924. Sou Any 995. Mancús Any 995. Mancús d'or cuit Any 1000. Sou de diners Any 994/1011. Unça d'or
A partir de la segona meitat del segle xi, s'iniciava una nova època; el feudalisme que ho capgiraria tot. Comença un temps que marcarà un futur importantíssim en la història de Catalunya. El lloc de Montcada és esmentat ja el 989, i el primer testimoni del castell de Montcada, que s'alçava dalt del turó del mateix nom, dominant l'antiga via romana i el camí ral, és del 1023.Fou el lloc d'origen de la famosa família Montcada i centre de la baronia de Montcada, que el 1390 passà a ésser propietat de la ciutat de Barcelona.
El 1713 el castell de Montcada fou enderrocat per ordre de Felip V per evitar que els austriacistes el poguessin tornar a utilitzar contra els borbònics després de la Guerra de Successió. Les seves restes van ser utilitzades per a bastir algunes cases del poble. L'església de Santa Maria de Montcada, al costat del castell, romànica (és esmentada ja el 1134), subsistí fins al 1808, que fou enderrocada per les tropes napoleòniques durant la Guerra del francès (el 1908 fou bastit un nou santuari desfet per la instal·lació, el 1917, de la fàbrica Asland).
Del terme de Montcada derivava l'aigua del Besòs cap al famós rec Comtal, que alimentava els molins de Barcelona. Al segle xv eren coneguts els adobers i els vidriers de Montcada, que aprofitaven l'abundància d'aigua del terme; als segles xvi i xvii hom hi constata la fabricació de paper. Al començament del segle xx les aigües de Montcada proveïen l'antic poble de Sant Andreu de Palomar i, en part, Barcelona. La funció de lloc d'estiueig de la burgesia barcelonina que havia anat adquirint des del s. XIX fou completament frenada per la instal·lació de la fàbrica de ciment Asland, el 1917, que marcà l'inici de la industrialització del municipi (Ferrer i Bernades el 1930, Aismalíbar el 1934).
Durant la Guerra de Civil. (17 de juliol de 1936 - 1 d'abril de 1939) es van generalitzar el assassinats de tot sospitós de ser de dretes o simplement religiós, fets que ja havien començat a produir-se en temps de la Segona República Espanyola, que tenia el suport de les organitzacions d'esquerres. Un cop finalitzada la guerra amb el triomf dels franquistes, gràcies al suport d'un part de l'exèrcit i de les organitzacions de dretes, es va localitzar a Montcada i Reixac la fossa més gran de represaliats a la rereguarda de Catalunya durant Guerra de Civil pels partidaris de la Segona República Espanyola de la qual encara queda una part. Malgrat les exhumacions realitzades, tant durant la guerra com durant els anys quaranta per les autoritats franquistes, quedaren moltes restes sense identificar que foren inhumades en una altra fossa comuna, que encara existeix avui dia. Aquesta fossa es localitza entrant al cementiri a la dreta, a l'únic espai en què hi ha plantada gespa.
Des dels anys cinquanta es va afavorir de l'onada immigratòria de la regió de Barcelona, que desbordà la vila i motivà la creació de nous nuclis, el creixement d'altres i el canvi de la vida tradicional de poble. El decenni 1950-60 hi hagué un nou gran impuls industrial (tallers mecànics, petites i mitjanes indústries), continuat en 1960-70 amb un altre grup de noves fàbriques, com Levivier, Bosuga, Ignis, Prebetong, etc i que encara no s'ha aturat. A l'esquerra del Besòs, al sector més muntanyós, hi ha el poble de Reixac i l'antiga quadra de la Vallensana, nucli residencial i d'estiueig.
Recentment s'ha inaugurat el Parc de la Llacuna, una gran zona verda al districte de Mas Duran, el pulmó verd de la ciutat, amb un espai de 55.000 m² de vegetació, zones de lleure, vials per a vianants i un llac d'origen natural.

## Demografia
| 1497 f | 1515 f | 1553 f | 1717 | 1787 | 1857  | 1877  | 1887  | 1900  | 1910  |
| ------ | ------ | ------ | ---- | ---- | ----- | ----- | ----- | ----- | ----- |
| 36     | 38     | 45     | 120  | 719  | 1.344 | 1.425 | 1.626 | 1.710 | 1.949 |

| 1920  | 1930  | 1940  | 1950  | 1960   | 1970   | 1981   | 1990   | 1992   | 1994   |
| ----- | ----- | ----- | ----- | ------ | ------ | ------ | ------ | ------ | ------ |
| 2.810 | 6.513 | 6.649 | 8.656 | 13.295 | 22.462 | 25.582 | 27.113 | 26.356 | 26.356 |

| 1996   | 1998   | 2000   | 2002   | 2004   | 2006   | 2008   | 2010   | 2012   | 2014   |
| ------ | ------ | ------ | ------ | ------ | ------ | ------ | ------ | ------ | ------ |
| 27.068 | 26.886 | 27.952 | 29.653 | 30.953 | 32.153 | 32.750 | 33.656 | 34.689 | 34.394 |

| 2016   | 2018   | 2020   | 2022   | 2024   | 2026 | 2028 | 2030 | 2032 | 2034 |
| ------ | ------ | ------ | ------ | ------ | ---- | ---- | ---- | ---- | ---- |
| 34.802 | 35.599 | 36.803 | 36.666 | 37.153 | -    | -    | -    | -    | -    |

## Economia
La indústria és la base econòmica del municipi i ha desbancat l'economia tradicional de Montcada i Reixac que s'havia basat sempre en l'agricultura: vinya, blat, patates, maduixa i arbres fruiters.

## Política

### Llista d'alcaldes
| Període      | Nom de l'alcalde/-essa                             | Partit polític | Data de possessió     |
| ------------ | -------------------------------------------------- | -------------- | --------------------- |
| 1979 - 1983  | José María Campos Fernández                        | PSUC           | 19/04/1979            |
| 1983 - 1987  | José María Campos Fernández                        | PCC            | 28/05/1983            |
| 1987 - 1991  | José María Campos Fernández                        | PCC            | 30/06/1987            |
| 1991 - 1995  | José María Campos Fernández                        | PEC            | 15/06/1991            |
| 1995 - 1999  | José María Campos Fernández                        | IC-EV          | 17/06/1995            |
| 1999 - 2003  | César Arrizabalaga Zabala                          | PSC            | 03/07/1999            |
| 2003 - 2007  | César Arrizabalaga Zabala                          | PSC            | 14/06/2003            |
| 2007 - 2011  | César Arrizabalaga Zabala Maria Elena Pérez García | PSC            | 16/06/2007 01/07/2010 |
| 2011 - 2015  | Maria Elena Pérez García Maria Carmen Porro Arias  | PSC            | 11/06/2011 10/04/2015 |
| 2015 - 2019  | Laura Campos Ferrer                                | ICV-EUiA       | 13/06/2015            |
| 2019 - 2023  | Laura Campos Ferrer                                | ECP            | 15/06/2019            |
| Des del 2023 | Bartolomé Egea Sabaté                              | PSC            | 17/06/2023            |

L'exalcalde César Arrizabalaga Zabala va anunciar el dia 2 de juny de 2010 en roda de premsa que deixava el càrrec el 21 de juny d'aquell mateix any. La seva successora seria Maria Elena Pérez, qui a partir del dia 1 de juliol de 2010 es convertiria en la primera dona alcaldessa de Montcada i Reixac, però va haver de deixar el càrrec en 2015 a inhabilitació durant set anys per exercir un càrrec públic per prevaricació, vinculada al cas Mercuri.

### Eleccions al Parlament de Catalunya del 2012
| Candidatura | Candidatura   | Cap de llista          | Vots   | Regidors | % vots |
| ----------- | ------------- | ---------------------- | ------ | -------- | ------ |
|             | PSC           | Pere Navarro           | 3.217  |          | 20,04  |
|             | CiU           | Artur Mas              | 2.968  |          | 18,48  |
|             | ICV-EUiA      | Joan Herrera           | 2.351  |          | 14,64  |
|             | PPC           | Alicia Sánchez-Camacho | 2.097  |          | 13,06  |
|             | C's           | Albert Rivera          | 1.957  |          | 12,19  |
|             | ERC           | Oriol Junqueras        | 1.602  |          | 9,98   |
|             | CUP           | David Fernández        | 450    |          | 2,8    |
|             | Altres        |                        | 1.176  |          | 10,13  |
|             | Vots en blanc |                        | 234    |          | 1,44   |
| Total       | Total         | 16.197                 | 16.197 |          |        |

## Transport
Montcada i Reixac s'estableix com un punt clau en els enllaços ferroviaris de Barcelona, transcorrent per l'esmentada localitat tres línies ferroviàries: Barcelona-Ripoll, Barcelona-Girona-Portbou i Línia Barcelona-Manresa-Lleida. La ciutat compta amb cinc estacions de ferrocarril actiu (RENFE) (Montcada Bifurcació, Montcada i Reixac-Manresa, Montcada i Reixac Santa Maria, Montcada-Ripollet i Montcada i Reixac) amb serveis regionals i de Rodalies Barcelona. També compta amb una estació sense servei des dels anys 90 (Montcada i Reixac-Sant Joan). Des de 2003 hi ha també una estació de línia 11 del Metro de Barcelona en el terme municipal, Can Cuiàs.
Montcada i Reixac    
Montcada Bifucació     
Montcada i Reixac-Manresa    
Montcada i Reixac Santa Maria    
Montcada-Ripollet   
Can Cuiàs  

## Personatges cèlebres
- Miquel Poblet, ciclista professional.
- Claudia Pina, futbolista.
- Guillem Ramon de Montcada, el Gran Senescal.
- Serafín Marín, torero.
- Joan Dalmau, actor.
- Núria Gago, actriu.
- Carlos Cuevas, actor.
- Joan Capella, pintor.
- Xavier Fàbregas, escriptor, crític teatral, historiador, assagista i pedagog.
- Josep Espinasa i Massaguer, pediatre i polític, alcalde de Montcada i Reixac 1931-1933.
- Núria Cervera, filla predilecta de Montcada i Reixac.
- Elisa Riera, mestra i poeta.
- Ladilla Rusa, grup musical format per Tania Lozano i Víctor F. Clares.
- Ramon Calduch i Gimeno, cantant molt popular a mitjans del segle XX.
- Adrià Salas, músic i membre del grup musical La Pegatina.
- Rubén Sierra, músic i membre del grup musical La Pegatina.
- Ovidi Díaz, músic i membre del grup musical La Pegatina.[11]
- Marta Cardona Valls, escriptora

## Museus
- Museu Municipal de Montcada[12]

## Entitats
- Castellers de Montcada i Reixac
- La Pegatina
- Itaca Band
- CD Montcada